# Kölln-Reisiek
Kölln-Reisiek település Németországban, Schleswig-Holstein tartományban. Lakosainak száma 3475 fő (2023. december 31.).

## Népesség
A település népességének változása:
| Lakosok száma | 1622 | 3215 | 3316 | 3423 | 3444 | 3475 |
|               | 1975 | 2017 | 2019 | 2021 | 2022 | 2023 |